# Liolaemus avilai
Liolaemus avilai — вид ігуаноподібних ящірок родини Liolaemidae. Ендемік Аргентини. Описаний у 2011 році.

## Поширення і екологія
Liolaemus avilai відомі з типової місцевості, розташованої на плато, що на південь від озера Буенос-Айрес (озеро), в провінції Санта-Крус. Вони живуть на помірних луках, порослих Empetrum rubrum, Nassauvia pygmaea і Azorrella ameghinoi, Festuca і Senecio, серед скельних виступів. Зустрічаються на висоті від 1000 до 1400 м над рівнем моря. Є травоїдними і живородними, народжують від 3 до 6 дитинчат.